# マラリアの歴史

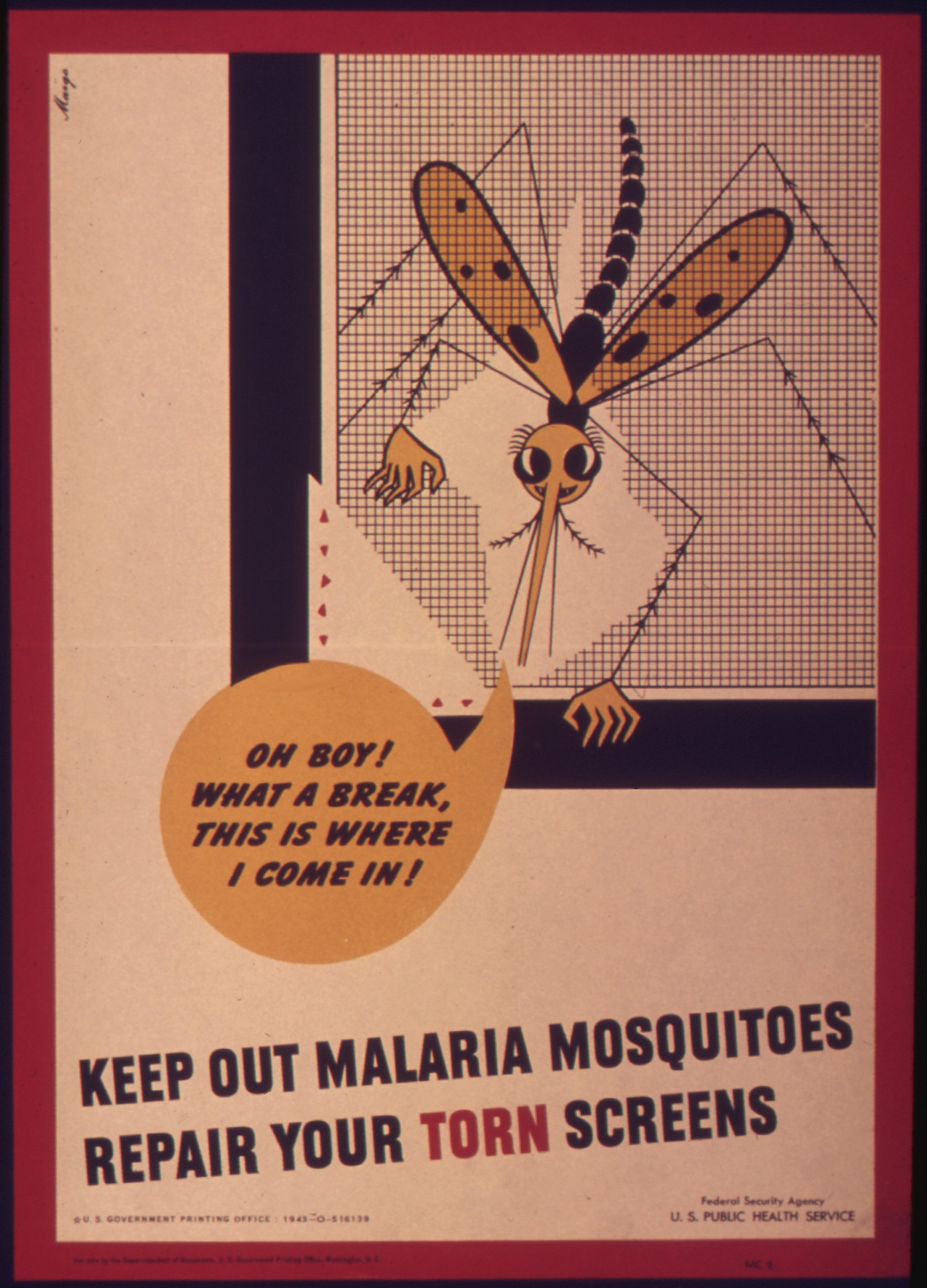
第二次世界大戦期のポスター「マラリアの蚊を入れぬよう、破れた網戸を修理しなさい」アメリカ公衆衛生局、1941-45年。

マラリアの歴史は、アフリカにおける霊長類の人獣共通感染症としての起源を持ち、時代的には先史時代から21世紀にまで及んでいる。マラリアは命を落とす危険性もあるヒトの感染症であり、そのピーク時には南極大陸を除くすべての大陸で蔓延していた病気であった。マラリアの予防と治療は、数百年もの間、科学と医学の研究対象となってきた。マラリアを引き起こす寄生虫（マラリア原虫）の発見以降、寄生虫とそれを媒介するカ（蚊）の生物学に研究の焦点は絞られている。
マラリア特有の周期的な発熱は、あらゆる歴史的文書において言及されており、紀元前1千年紀のギリシアと周にまで遡る。数千年にわたって、マラリアは薬草によって治療することが伝統であった。マラリアに対する治療法として、初めてその効果が確認されたのは、キニーネを含むキナノキの樹皮によるものである。カと寄生虫の関係性は20世紀初頭に明らかになり、殺虫剤DDTを大規模に使用したり、沼地を排水する、開放水面を油などで覆う、殺虫剤の室内残留性散布 (indoor residual spraying)、殺虫剤処理された蚊帳の使用といった対策が行われはじめた。そしてマラリアが流行する地域ではキニーネが予防的に処方され、クロロキンやアルテミシニンを含む新しい治療薬がマラリア禍に対抗するために用いられた。今日では、マラリアの治療に適用されるすべての治療法でアルテミシニンが用いられている。アルテミシニンが他の療法と併用して用いられるようになった後、アフリカでのマラリアによる死亡率は半減した。
マラリアを研究した学者はその業績によって複数のノーベル賞を獲得したが、未だ毎年2億人がマラリアに苦しみ、60万人以上が死亡している。
マラリアは第二次世界大戦中にアメリカ軍が蒙った最も重大な健康被害であり、約50万人の男性がマラリアに感染した。ジョセフ･パトリック･バーンによると、アフリカや南太平洋での作戦中に、6万人のアメリカ軍兵士がマラリアのために命を落とした。
20世紀末の段階でも、マラリアは中央・南アメリカ、イスパニョーラ島（ハイチとドミニカ共和国）、アフリカ、中東、インド亜大陸、東南アジア、オセアニアの大部分の地域を含んだ、熱帯や亜熱帯にあたる100以上の国で未だに流行することがある。マラリア原虫が抗マラリア薬や殺虫剤へ耐性を持ったり、寄生虫が新たな宿主を発見するために、防除の手段は複雑なものとなってきている。

## 起源と先史時代

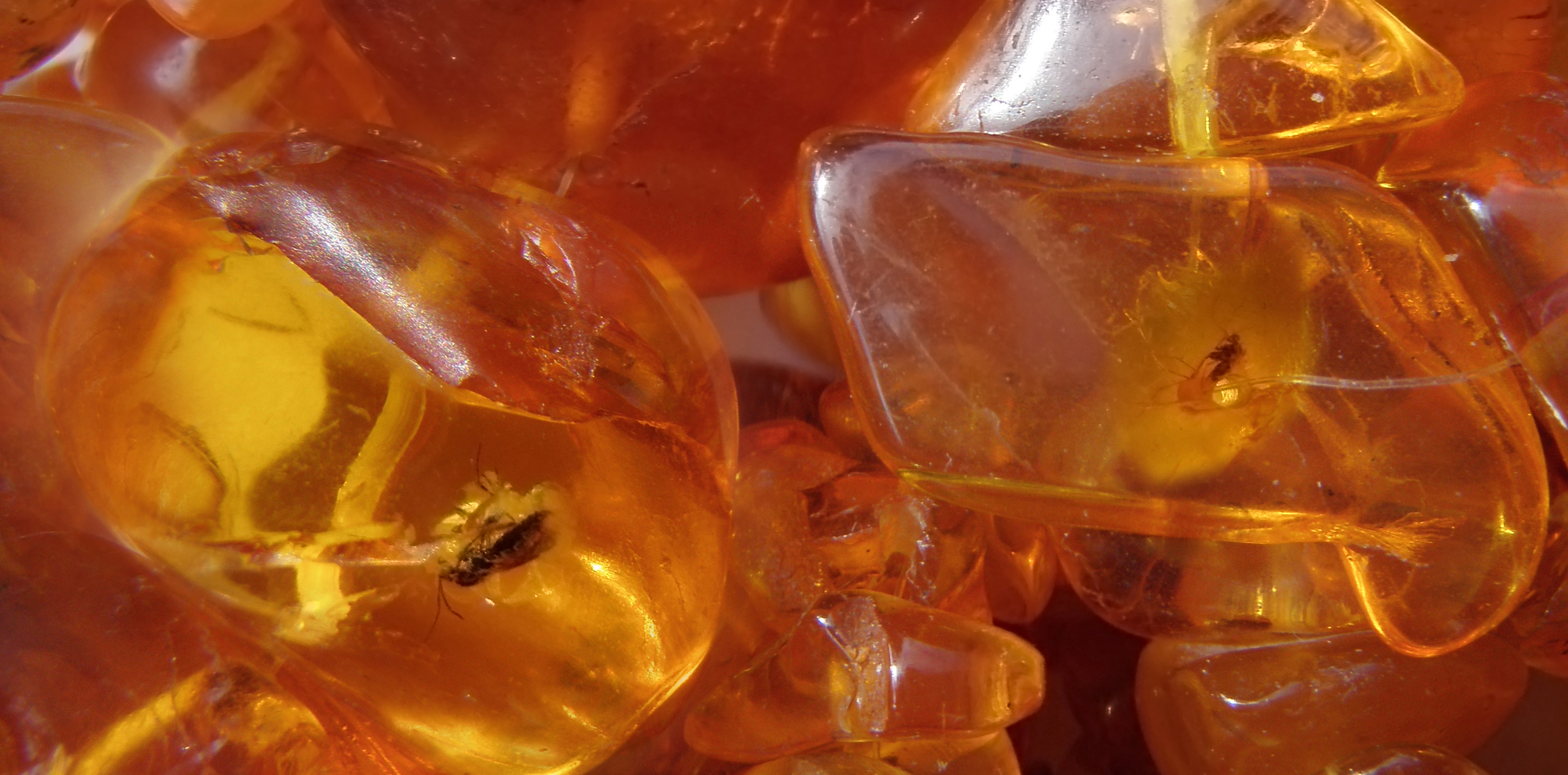
このバルト海琥珀のネックレスの中のカやハエは4~6000万年前のものである。

マラリア原虫の最も古い証拠は、約3000万年前の古第三紀の琥珀中に保存されたカから見つかった。ヒトのマラリアはアフリカに起源を持ち、宿主であったカと非ヒト霊長類と共進化したと考えられる。マラリア原虫は、霊長類、齧歯類、鳥類、そして爬虫類の宿主系統へと多様化している。ヒトに感染する5つのプラスモジウム属の種のうち、熱帯熱マラリア原虫 Plasmodium falciparum はゴリラからヒトへ伝播した可能性があり、三日熱マラリア原虫 P. vivax もまたアフリカのゴリラとチンパンジーに由来すると考えられている。2004年、ボルネオ島で見つかったサルマラリア原虫 P. knowlesi はヒトに感染することが判明し、
アジアのカニクイザルなどのマカクを自然宿主としている。四日熱マラリア原虫 P. malariae はヒトへの宿主特異性が高いが、野生のチンパンジーの間でも低レベルの不顕性感染が起こっているというエビデンスも存在する。
約1万年前からマラリアはヒトの生存に大きな影響を与え始めたが、これは新石器革命における農耕の開始の時期と一致する。その影響には、鎌状赤血球症、サラセミア、グルコース-6-リン酸脱水素酵素欠損症、東南アジア楕円赤血球症、遺伝性楕円赤血球症、赤血球上のGerbich抗原 (glycophprin C) やDuffy抗原の欠損などの自然選択が含まれる。これらの血液の異常は、マラリア感染に対しては選択的な有利性を与えるために選択される (平衡選択)。遺伝的なマラリア抵抗性の3つの主要な型（鎌形赤血球症、サラセミア、グルコース-6-リン酸脱水素酵素欠損症）は、約2000年前、ローマ帝国の時代までには地中海世界に存在していた。
分子的手法によって、古代エジプトで P. falciparum によるマラリアが広く蔓延していたことが確認されている。古代ギリシアの歴史家ヘロドトスは、エジプトのピラミッドの建設者たち（紀元前2700年-1700年前後）は大量のニンニクを与えられていたと記しており、これはおそらくマラリアを防ぐためであったと思われる。エジプト第4王朝の創始者で、紀元前2613年–2589年まで統治を行ったスネフェルは、蚊を防ぐために蚊帳を用いていた。古代エジプト最後のファラオであるクレオパトラ7世も、同じように蚊帳の下で寝ていた。しかしながら、蚊帳がマラリアの予防を目的としていたのか、それとも単純に蚊に刺される不快を避けるためであったのかはわかっていない。紀元前800年前後以降のエジプトにマラリアが存在していたことは、DNAに基づいた手法によって確認されている。

## 古典の時代
古代ギリシアでは紀元前4世紀までにマラリアは広く認識されており、多くの都市国家での人口減少と関係している。「汚れ、汚染」を意味する μίασμα (ミアズマ、瘴気) という語がコス島のヒポクラテス (紀元前460-370) によって作り出され、「風によって運ばれ深刻な病気を引き起こす、地から立ち昇る危険な蒸気」を意味する語として用いられた。「医学の父」として知られるヒポクラテスは、マラリアの間欠的な発熱を気候的・環境的要因に関連付け、その周期性によって、希: tritaios pyretos / 羅: febris tertiana (3日ごとの発熱) と 希: tetartaios pyretos / 羅: febris quartana (4日ごとの発熱) に分類した。
周で紀元前300-200年頃に成立したとされる『黄帝内経』は、肥大した脾臓に関連した周期的な発作性の発熱と、流行発生の傾向について言及している。紀元前168年頃には、青蒿 (クソニンジン Artemisia annua) による薬草治療が登場し、女性の痔の治療のために用いられた (馬王堆漢墓から出土した『五十二病方』)。青蒿は、4世紀、葛洪によって著された『肘後備急方』において、急性の間欠的な発熱に対する効果的な治療法として初めて推奨された。彼は、新鮮なクソニンジンを冷水に浸して搾り、苦い搾り汁を生のまま服用することを推奨した。
インド亜大陸では、最初の農耕地であったインダス川宙域から高温多湿のガンジス川流域へと耕作が拡大するにつれて、人びとはマラリアなど新たな感染症に悩まされるようになったと考えらえる。
ヨーロッパでは古くから地中海世界で流行した。ことに「ローマ熱」は、歴史の様々な時点でローマ・カンパーニャとローマの都市部に影響を与えた、特に致死性の高いマラリアのことである。5世紀のローマ熱の流行は、ローマ帝国の崩壊の寄与した可能性がある。ペダニウス・ディオスコリデスの『薬物誌』(De Materia Medica) にみられる、脾臓を縮小させるための多くの治療法は、ローマ帝国における慢性的なマラリアへの対応であったと示唆されている。古代末期のいわゆる "vampire burial" は、マラリアの流行に反応して行われた可能性がある。例えば、ルニャーノ・イン・テヴェリーナのネクロポリスに埋葬された、マラリアで死亡した子供は、死体が蘇ることを防ぐ儀式が行われていた。現代の学者は、死者が復活して疫病を拡散することをコミュニティが恐れたためではないかと予想している。
835年には、教皇グレゴリウス4世の「夏のローマは集まった多数の巡礼者を収容できないという実際的な理由」に基づく要請によって、ハロウマス（諸聖人の日）が5月から11月に移動されたが、これはおそらく蒸し暑い夏の間に多くの巡礼者の命を奪っていたローマ熱に対する公衆衛生面での考慮のためである。

## 中世
中世を通じて、マラリア（やその他の病気）の治療には、瀉血、嘔吐の誘発、四肢の切断、穿頭などが行われた。当時の内科医や外科医は、患者の苦痛を和らげるためにベラドンナのような薬草を用いた治療を行った。

### ヨーロッパ・ルネサンス期
マラリアという名称は mala aria (中世イタリア語で「悪い空気」) に由来する。これは、この病気が沼からの恐ろしい蒸気に由来する、との古代ローマでの考えに基づくものである。ルネサンス期の歴史著述の最初の主要な例である、フィレンツェの歴史家・宰相レオナルド・ブルーニの『フィレンツェ史』(Historiarum Florentini populi libri XII) の記述にあるように、マラリアという単語の根底にはミアズマ理論がある。

Avuto i Fiorentini questo fortissimo castello e fornitolo di buone guardie, consigliavano fra loro medesimi fosse da fare. Erano alcuni a' quali pareva sommamente utile e necessario a ridurre lo esercito, e massimamente essendo affaticato per la infermità e per la mala ariae per lungo e difficile campeggiare nel tempo dell'autunno e in luoghi infermi, e vedendo ancora ch'egli era diminuito assai per la licenza conceduta a molti pel capitano di potersi partire: perocchè, nel tempo che eglino erano stati lungamente a quello assedio, molti, o per disagio del campo o per paura d'infermità, avevano domandato e ottenuto licenza da lui (Acciajuoli 1476).
フィレンツェがこの要塞を征服した後、彼らは良い警備を置いた後どのように進むべきかについて議論していた。彼らのうちには、軍隊を減らすことが最も有用で必要とされていると思う者たちがいた。秋の間じゅう不健康な場所で長く困難な野営を続けており、病と悪い空気による極限的なストレスを受けていたためなおさらであった。彼ら（フィレンツェ）はさらに、将校から多くの兵士に与えられた休暇許可のために軍隊の人員が減少していることについて考えた。事実、包囲の最中に多くの兵士が、野営の困難さと病気の恐怖のために休暇許可を申請し取得していた。（Paolo Areseによる中世イタリア語トスカーナ方言から英語への翻訳を重訳）

南イタリア沿岸の平野部は、16世紀に拡大したマラリアによって国際的な隆盛から脱落した。おおよそ同じ時期イングランド沿岸の沼地では、"marsh fever" または "tertian ague" (ague: 中世ラテン語 acuta (febris) (急性の発熱) に由来するフランス語から) による死者が、今日のサブサハラアフリカでの規模に匹敵する規模で生じた。ウィリアム・シェイクスピアは気候学者が「小氷期」と呼ぶ、特に寒冷な時期の始まりの頃に生まれたが、それでも彼はこの病による荒廃を十分に認識しており、彼の演劇のうち8つでそれについて言及している。
医療会計と古い検死記録によると、フィレンツェの著名なメディチ家の4人が三日熱マラリアによって死亡したとされている。これらの主張は現代的な手法によって確認されている。

### 日本
日本では『源氏物語』の主人公光源氏がかかった病気とされ、また、最初の武家政権を打ち立てた平清盛もマラリアによって死去したという説がある。平安時代の日記や記録にはマラリアの流行が幾度も記載されており、敦良親王や藤原頼通はマラリア感染者であったと考えられる。当時の王侯貴族は、加持祈祷によって病気平癒を願ったのであった。この病気を「おこり」というのは、室町時代以降のことである。

## アメリカ大陸への伝播
マヤやアステカの「医療本」には、マラリアへの言及は存在しない。ヨーロッパからの移住者や西アフリカからの奴隷が、16世紀にアメリカ大陸へマラリアを持ち込んだと考えられる。
チャールズ・Ｃ・マンは著書『1493―世界を変えた大陸間の「交換」』(1493: Uncovering the New World Columbus Created) の中で、アフリカ人奴隷がイギリス領アメリカにもたらされた理由は、彼らのマラリアへの免疫性のためであるという思索を引用している。イギリスはアフリカ人奴隷を多く所有しておらず、年季奉公人として働く失業者を多く抱えていた。メイソン＝ディクソン線の北側の領域ではマラリア原虫は生存することができず、英語を話す年季奉公人は自由を目的として労働するため監督や強制は少なくて済み、より有益であった。マラリアが拡大すると、以前は白人が居住していたバージニアやサウスカロライナの海岸地帯でもマラリアが流行するようになった。ことに合衆国の首都となったワシントンD.Cは、元来沼沢地であったため蚊がはびこり、ジョージ・ワシントン、エイブラハム・リンカーン、ユリシーズ・グラントらの大統領がマラリアに感染した。小規模な白人の土地所有者は、彼らが病気になると経済的に破滅する危険性があるため、マラリアに抵抗のある西アフリカ奴隷に依存するプランテーションの所有者よりも不利であった。マラリアはアメリカ南部で、独立戦争中のイギリスの勢力や、南北戦争中の北軍の勢力に重大な損失をもたらした。また、マラリアはネイティブ・アメリカンの人口を減少させるとともに、他の病気の影響を受けやすくした。

### キナノキ

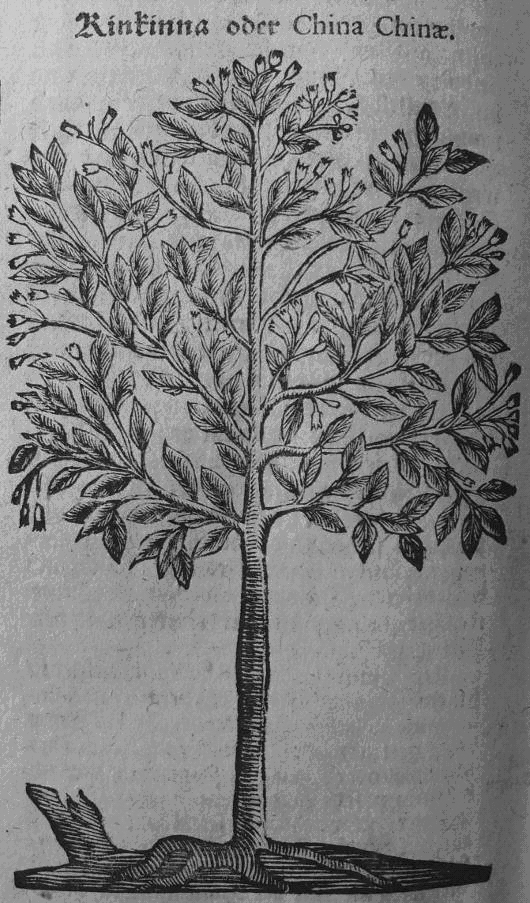
Theodor Zwinger によるキナノキ、1696年。

スペインの宣教師は、ペルーの Loxa の周辺の先住民が熱病を Peruvian bark (ペルーの樹皮) の粉末で治療をしているのを発見した。ケチュアはそれを深刻な悪寒による震えを抑えるために用いていた。リマに住み、薬剤師として教育を受けていたイエズス会のブラザー Agostino Salumbrino (1561–1642) は、ケチュアが用いているのはキナノキの樹皮であることに気づいた。マラリアによる震えは風邪による震えとは無関係だが、それにもかかわらずその樹皮はマラリアに効果的だった。「熱病の木」の樹皮は、イエズス会の宣教師によってヨーロッパの医療へ持ち込まれた (Jesuit's bark)。メキシコとペルーを探検したイエズス会の Bernabé de Cobo (1582–1657) がキナノキの樹皮をヨーロッパに持ち込んだとされている。彼は、1632年にリマからスペインへ、そしてその後ローマとイタリアの他の地域へ樹皮を持ち込んだ。Francesco Torti は、1712年に「間欠的な発熱」だけが熱病の木の樹皮によって治癒することができると記している。これによって、キナノキの樹皮に特有の性質が確立され、医療において一般的に使用されるようになった。
キナノキの樹皮の有効成分、キニーネと他のアルカロイドが単離されたのは約200年前である。有毒な植物アルカロイドであるキニーネは、抗マラリア剤としての性質に加え、効果的な筋弛緩剤として夜間の下肢痙攣に対して現代でも用いられており、ペルー先住民の震えに対する使用効果を裏付けている。

### 臨床的な徴候
1717年、疫学者ジョバンニ・ランチシが出版したマラリアに関する文献 De noxiis paludum effluviis eorumque remediis において、死後の脾臓と脳に暗色の色素沈着が存在することが示された。これは、肥大した脾臓と暗色の脾臓と脳という、慢性的なマラリア感染に最も共通した死後徴候についての最も早い報告の一つである。彼は、沼沢地でのマラリアの流行とハエの存在を関連付け、マラリアの予防のために沼地の排水を推奨した。

## 19世紀

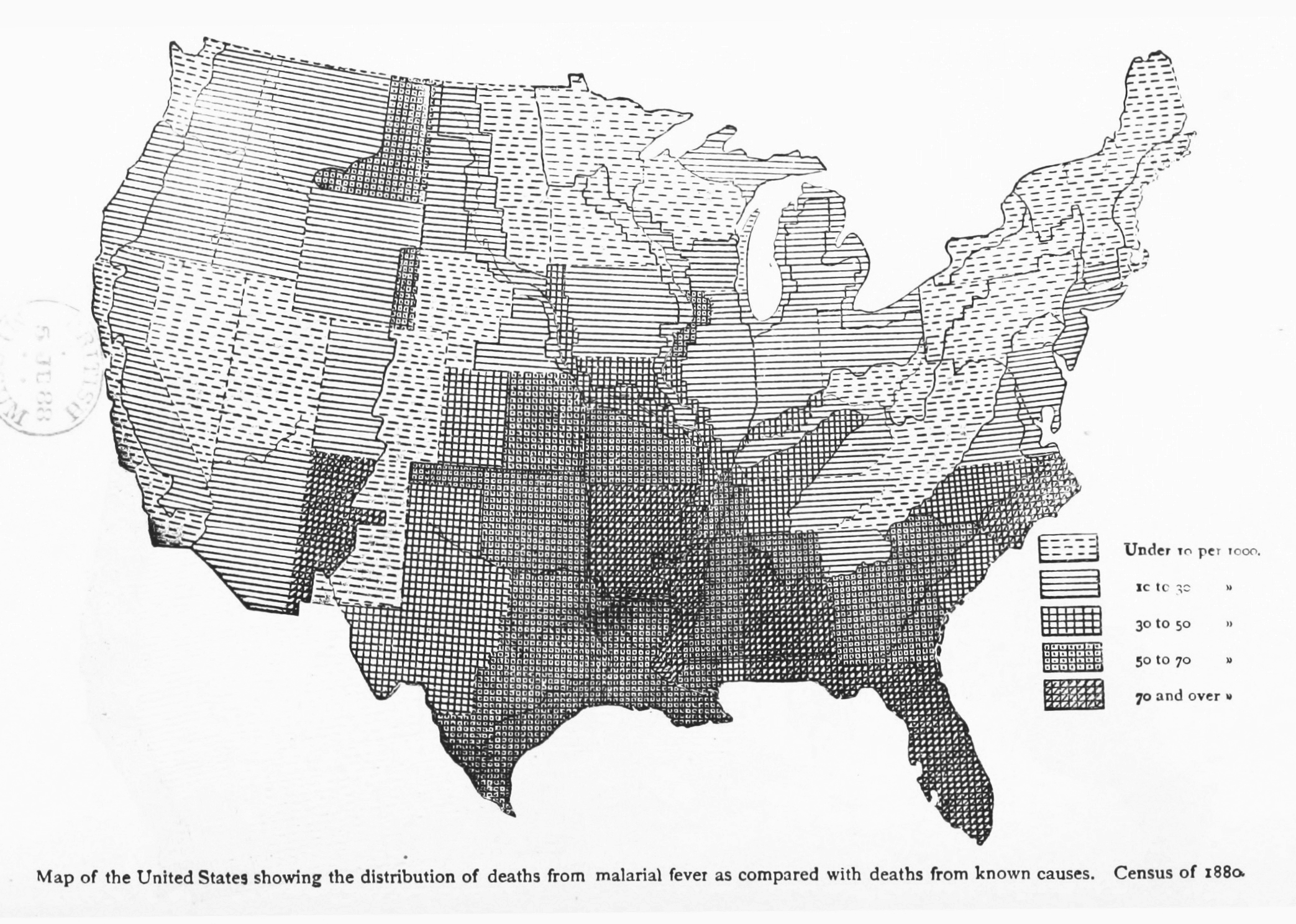
アメリカ合衆国でのマラリアによる死者の分布を示した地図。1880年の統計。

19世紀に入ると、マラリア治療のための最初の薬剤が開発され、寄生虫がその病原体であると初めて同定された。

### 抗マラリア剤

#### キニーネ
フランスの化学者ピエール＝ジョセフ・ペルティエとフランスの薬剤師ジョゼフ・ビヤンネメ・カヴェントゥによって1820年にキナノキの樹皮の粉末からシンコニンとキニーネが分離され、有効成分の標準投与量の設定が可能になった。1820年に先立って、樹皮は単純に乾燥して細かい粉に挽かれ、飲用のために液体（通常はワイン）に混合されていた。
イングランドの貿易商 Charles Ledger と彼の先住民の召使いは、ボリビアのアンデス山脈でキナノキの種子の収集に4年を費やした。そのキニーネは高く評価されたが、輸出は禁止された。Ledger は何とか種子を持ち出し、1865年にオランダ政府はジャワ島で Cinchona ledgeriana の20,000本の木を育てた。19世紀の終わりまでに、オランダはその供給の世界独占を達成した。

#### 'Warburg's Tincture' (Warburg のチンキ)
1834年にイギリス領ギアナで、ドイツの医師 Carl Warburg は 'Warburg's Tincture' と呼ばれる解熱薬を発明した。この専売特許の秘密の治療薬はキニーネと他の薬草を含んでいた。治験はヨーロッパで1840年代と50年代に行われ、1847年にはオーストリア帝国で公式に採用された。多くの著名な医学の専門家はこれをキニーネよりも効果的な抗マラリア薬であると考えており、そしてより経済的でもあった。イギリス政府は Warburg's Tincture をインドの軍隊や他の植民地に供給した。

#### メチレンブルー
1876年に、メチレンブルーがドイツの化学者ハインリッヒ・カロによって合成された。パウル・エールリヒは1880年に、末梢血塗抹標本における細胞の識別のための「中性」色素（酸性と塩基性の色素の混合物）の使用について記載した。1891年に、Ernst Malachowski と Dmitri Leonidovich Romanowskyは独立に、エオシンYと修飾されたメチレンブルー（メチレンアズール）の混合物によって、どちらの色素にも帰することのできない、紫の濃淡による驚くべき色相を実現した。Malachowski はアルカリ処理されたメチレンブルー溶液を用い、Romanowsky はカビが生えた、もしくは劣化したメチレンブルー溶液を用いていた。この新しい手法によって血液の細胞が分類され、マラリア原虫の核がはっきりと示された。Malachowski の染色技術は、マラリアの歴史における最も大きな技術的進展の一つである。
1891年、パウル・グットマンとエールリヒは、メチレンブルーがいくつかの組織に高い親和性を示し、この色素がわずかに抗マラリア効果を示すことについて言及した。メチレンブルーとその同属体はヘムの生体内結晶化を防ぐことで機能している可能性がある。

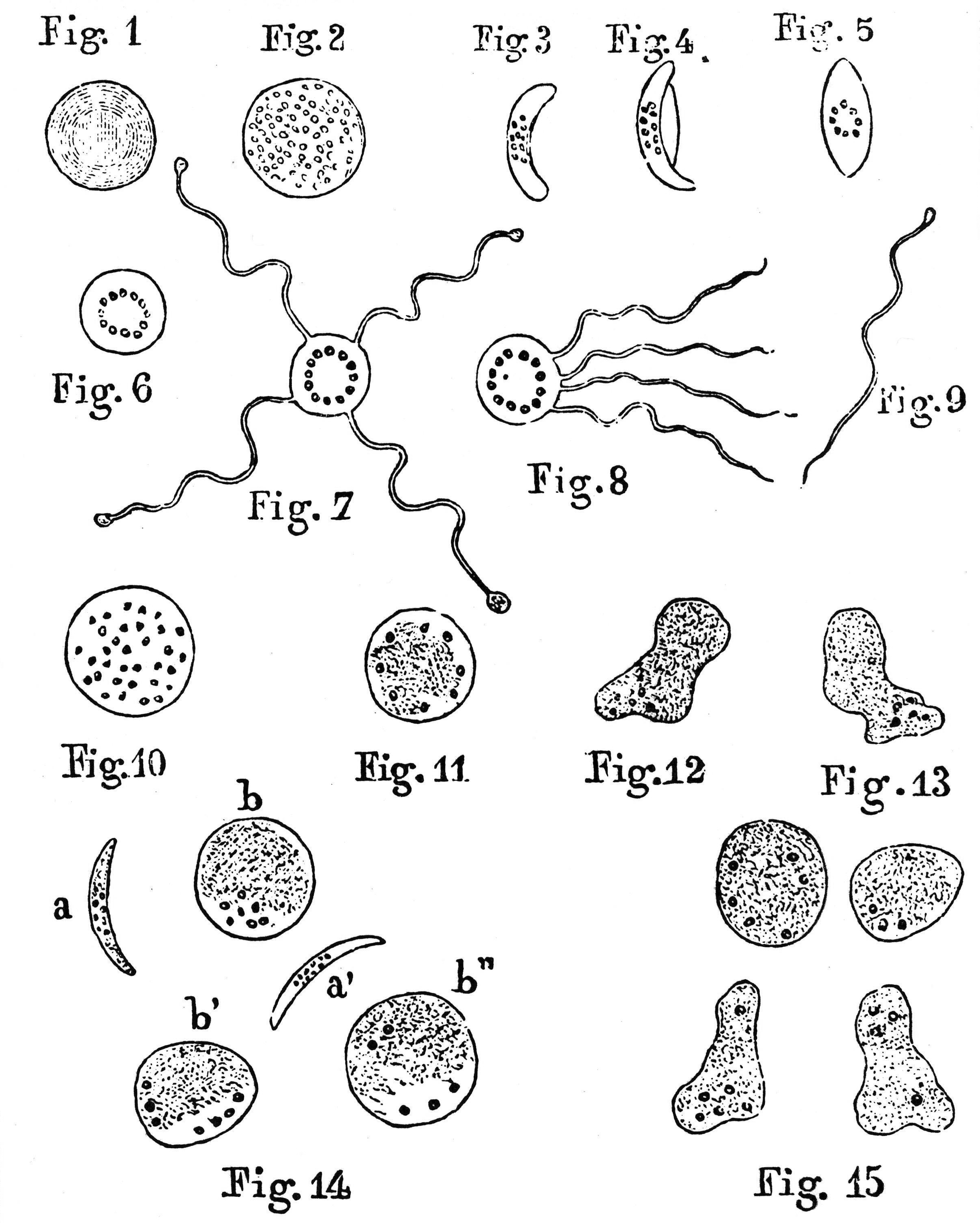
1880年にシャルル・ルイ・アルフォンス・ラヴランは、色素沈着した寄生虫と雄の生殖母体 (gametocyte) の鞭毛放出を観察した。

### 原因：マラリア原虫とハマダラカの同定
1848年、ドイツの解剖学者 Johann Heinrich Meckelは、精神病院で死亡した患者の血液と脾臓にみられる暗褐色の色素顆粒 (後にヘモゾインと名付けられた) について記録した。Meckel は報告書の中でマラリアについて言及しておらず、それとは知らずマラリア原虫を観察していたものと思われる。彼は、その色素はメラニンであるという仮説を立てていた。色素と寄生虫との因果関係は、1880年にアルジェリアのコンスタンティーヌの軍病院に勤務していたフランスの医師シャルル・ルイ・アルフォンス・ラヴランによる、マラリア患者の赤血球中の色素沈着した寄生虫の観察によって確立された。彼は鞭毛放出の過程を目撃し、動く鞭毛が寄生性の微生物であると確信するに至った。彼はキニーネが血液から寄生虫を除去することに気づいた。ラヴランはこの微生物を Oscillaria malariae と名付け、マラリアがこの原生動物によって引き起こされると提唱した。この発見は、1884年に油浸レンズが、そして1890-91年により優れた染色法が、それぞれ開発されるまで物議を醸していた。
1885年、Ettore Marchiafava、Angelo Celli とカミッロ・ゴルジは、マラリア原虫のヒトの血液中での増殖のサイクル（ゴルジ・サイクル）についての研究を行った。ゴルジは、血液に存在するすべての寄生虫が規則的な間隔でほぼ同時に分裂し、分裂と発熱とが同時に起こることを観察した。1886年ゴルジはマラリア原虫の形態的な差異について記載し、それは今でも2種のマラリア原虫 Plasmodium vivax と Plasmodium malariae を見分けるために用いられている。このすぐ後、1889年 Sakharov によって、そして1890年 Marchiafava と Celli によってそれぞれ独立に、P. vivax とも P. malariae とも異なる種として Plasmodium falciparum が同定された。1890年、Grassi と Feletti は入手可能な情報を再調査し、P. malariae と P. vivax の命名を行った (ただし当初は Haemamoeba 属の下に置かれた)。1890年までに、ラヴランの説は広く受け入れられたが、イタリアの学派の分類作業や病理研究が好まれたため、彼の初期のアイデアのほとんどは放棄された。Marchiafava と Celli は新しい微生物を Plasmodium と名付けた。H. vivax はすぐに Plasmodium vivax と改名された。1892年 Marchiafava と Bignami は、ラヴランが観察した複数の形態が1つの種によるものであることを実証した。この種は P. falciparum と名付けられた。ラヴランは、疾病の発生における原虫の役割に関する業績によって1907年のノーベル生理学・医学賞を受賞した。
オランダの医師 Pieter Pel は、マラリア原虫の組織内のステージ (tissue stage) の存在について1886年に初めて提唱したが、それは実際の発見を50年以上前に予見するものであった。この提案は、1893年にゴルジが寄生虫の未発見の組織内の段階の存在の可能性 (このときは内皮細胞を想定ていた) について示唆した際にも繰り返された。Pel は1896年、ゴルジの潜伏期理論を支持した。

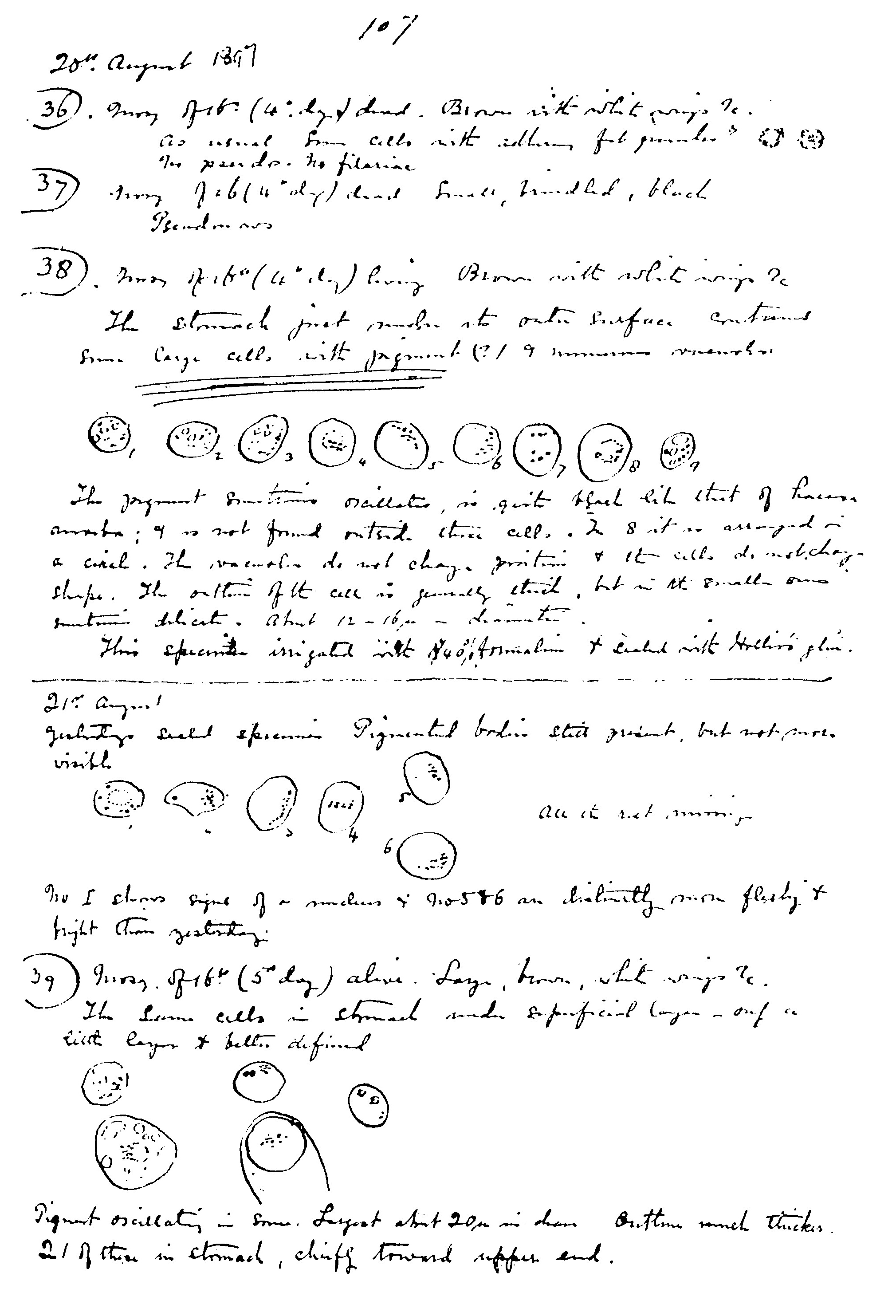
ロナルド・ロスがハマダラカの腹部組織中の色素沈着したマラリア原虫について最初に記載したノート、1897年8月20-21日。

19世紀半ばからの科学的手法の確立によって、マラリアの原因と伝染に関しても実証可能な仮説と検証可能な現象の報告が要求されるようになった。マラリアとカについての逸話的な報告と、1881年のカが黄熱を伝染することの発見により、マラリアとカの関係についても調査が行われるようになっていった。
初期のマラリア予防の取り組みは、1896年マサチューセッツ州で行われた。アクスブリッジでのマラリアの大発生について保健衛生官 Leonard White は州の保健局宛てに報告書を提出し、カとマラリアの関連についての研究と、マラリア予防のための最初の取り組みが行われることとなった。マサチューセッツ州の病理学者セオボールド・スミスは、White の息子にさらなる分析のためにカの試料を集めるよう要請し、市民には窓に網戸をつけ、貯めた水を排水するように要請した。
インドのセカンダラバードで軍医として勤務していたイギリスのロナルド・ロスは、1897年にマラリアがカによって伝染されることを実証し、この出来事は現在では世界蚊の日として記念されている。彼は、血液中に三日月型の生殖母体を持つマラリア患者をカに人工的に吸血させ、カの体内に色素沈着したマラリア原虫を見つけることに成功した。彼はマラリアの研究を継続し、ある種のカ (Culex fatigans) がマラリアをスズメに伝染させることを示し、感染した鳥を吸血したカの唾液腺からマラリア原虫を単離した。彼はこれを1898年にエディンバラの英国医師会に報告した。
ローマ大学の比較解剖学の教授であったジョヴァンニ・バッティスタ・グラッシは、ハマダラカ属 (Anopheles、ギリシア語の anofelís (役立たず) に由来する) のカだけが、ヒトのマラリアを伝染することを示した。グラッシと彼の共同作業者 Amico Bignami、Giuseppe Bastianelli、Ettore Marchiafava は1898年12月4日のアッカデーミア・デイ・リンチェイでの会合で、非マラリア地帯の健康な人が、実験的に感染させた Anopheles claviger に刺された後、三日熱マラリアを発症したと発表した。
1898年から1899年にかけて、Bastianelli、Bignami とグラッシは、P. falciparum、P. vivax と P. malaria がカからヒトへ、そして A. claviger へ戻る、という伝染の完全なサイクルを初めて観察した。
イギリスとイタリアのマラリア学派の間で先取権をめぐって論争が生じたが、1902年にロスは、「マラリアが生物にどのように入り込むかを示し、この疾病に関する研究の成功と、根絶のための方法の基礎を築いた」ことにより、ノーベル生理学・医学賞を受賞した。

### キニーネの合成
ロンドンの王立化学大学のアウグスト・ヴィルヘルム・フォン・ホフマンの学生であったウィリアム・パーキンは、1850年代にキニーネの商業的なプロセスでの合成を試みたが失敗に終わった。そのアイデアは、2分子のN-アリルトルイジン (C10H 13N) と3つの酸素原子からキニーネ (C20H24N2O2) と水を生成する、というものであった。N-アリルトルイジンの酸化によってキニーネの全合成を試みた際、代わりに生成されたのはモーブであった。パーキンの発見以前は、染料や色素はすべて、根、葉、昆虫などに由来するものであり、当時の紫色の染料ティリアンパープルは貝に由来する (貝紫) 高価なものであった。
キニーネの合成は1918年まで成功しなかった。合成は現在でも手が込んだものであり、高価で収率が低く、立体異性体の分離という別の問題も生じる。キニーネは治療で用いられる主要な薬剤ではないが、現代の生産でも未だキナノキからの抽出に依存している。

## 20世紀
1923年、ウラル山脈以西のヨーロッパ・ロシアでは300万人を超えるマラリア感染者が発生し、ロシア革命後の新国家（ソヴィエト連邦）の建設に打撃をあたえた。

### 病因：マラリア原虫の組織内のステージと繁殖
マラリアの再発は1897年 William S. Thayer によって初めて記載され、流行地域を離れて21ヶ月後に再発した医師の経験が詳述された。彼はマラリアの組織内のステージの存在について提唱した。再発はパトリック・マンソンによって裏付けられた。彼は感染したハマダラカに彼の長男を吸血させた。息子のマンソンはキニーネによる見かけ上の治癒の9ヶ月後の再発について記載した。
また、1900年に Amico Bignami と Giuseppe Bastianelli は、血液に生殖母体のみを持つ個体を感染させることはできないことを発見した。慢性的な血液感染のステージが存在する可能性がロナルド・ロスと David Thompson によって1910年に提唱された。
内部器官の細胞内で無性生殖する鳥マラリア原虫の存在は、1908年 Henrique de Beaurepaire Aragão によって初めて実証された。
1926年に Émile Marchoux は再発のメカニズムについて3つの可能性を提唱した。(i) マクロガメトサイト (雌の生殖母体) の単為生殖、(ii) シゾントが血液中に少数残存し、免疫によって増殖が阻害されているが、後に免疫が消失する、(iii) 血液中のスポロシストの再活性化、という3つである。James は1931年、キニーネの活性消失に基づいて、スポロゾイトが内部器官へ運ばれそこで血管内皮細胞に進入し成長のサイクルを経ると提唱した。Huff と Bloom は1935年、鳥マラリアの血球細胞外に出るステージ (赤外期) の存在を実証した。1945年 Fairley らは、P. vivax を保有する患者の血液を接種してもマラリアを発症しない可能性があるとを報告した（その患者が後にマラリアを発症する可能性にも関わらず）。スポロゾイトは、血流から1時間以内に消失し、8日後に再び出現した。このことは組織内に持続する形態の存在を示唆していた。1946年に Shute は同様の現象を、血液ではなくカを用いて報告し、x-body または resting form と呼ばれる形態の存在を提唱した。その翌年 Sapero は、マラリアの再発と未発見の組織内ステージとの関連について提唱した。Garnham は1947年、Hepatocystis (Plasmodium) kochi の赤血球外シゾゴニーについて記載した。その翌年 Shortt と Garnham によってサルでの P. cynomolgi の肝臓でのステージが記載された。同年に、同意した志願者への P. vivax のスポロゾイトの大容量投与と3ヶ月後の肝生検が行われ、組織内のステージの存在が Shrott らによって実証された。実験的に感染させたチンパンジーでの Plasmodium ovale の組織内形態については1954年に、そして P. malariae については1960年に、それぞれ記載された。
P. vivax と P. ovale の感染に特徴的な再発の原因となっていると思われる、肝臓内に潜伏もしくは休眠した状態の寄生虫 (ヒプノゾイト、hypnozoite) は1980年代に初めて観察された。「ヒプノゾイト」という用語は Miles B. Markus の学生時代の造語である。1976年、彼は「イソスポーラのスポロゾイトがこのように振る舞うのだとしたら、関連のあるマラリア原虫のような胞子虫のスポロゾイトは同じように組織内で生存する能力を持っているのかもしれない」と思索した。1982年、Krotoski らは P. vivax に感染したチンパンジーの肝細胞内にヒプノゾイトを同定したと報告した。

### マラリア療法
20世紀の初頭、抗生物質の開発以前には、第3期梅毒の患者に対し、発熱を引き起こすために意図的なマラリア感染が行われた。これはマラリア療法と呼ばれた。1917年、ウィーンの精神科医ユリウス・ワーグナー＝ヤウレックは、Plasmodium vivax による神経梅毒の治療を開始した。温度感受性の梅毒の病原体 (梅毒トレポネーマ Treponema pallidum) の殺菌は3、4回の発熱で十分であり、P. vivax の感染はキニーネで治癒された。キニーネによる発熱の制御によって、梅毒とマラリアの双方の悪影響が最小化された。約15%の患者がマラリアのために死亡したが、梅毒でほぼ確実に死に至るよりは好ましいものであった。マラリアによる治療は化学療法研究の幅広い分野を開拓し、1950年まで実践された。ワーグナー＝ヤウレックは、麻痺性痴呆の治療におけるマラリア接種の治療効果の発見によって、1927年のノーベル生理学・医学賞を受賞した。
ヘンリー・ハイムリックは、エイズの治療のためのマラリア療法を提唱し、HIV感染に対するマラリア療法について、いくつかの研究が中国で行われた。アメリカ疾病予防管理センターは、HIVの治療のためにマラリア療法を用いることを推奨していない。

### パナマ運河と媒介者対策
1881年、スコットランド系のキューバ生まれの医師 Carlos Finlay は、黄熱が特定のカによって伝染されるという理論を立て、後にそれはネッタイシマカ Aedes aegypti であることが判明した。その理論は物議を醸していたが、1901年にウォルター・リードによって裏付けられた。これは疾病が特定の昆虫媒介者によってのみ伝染されるという最初の科学的証拠であり、このような疾病の対策には必然的に昆虫媒介者の防除または撲滅を伴うことが明らかにされた。
労働者の間に蔓延する黄熱とマラリアは、パナマ運河の建設に深刻な遅延をもたらしていた。William C. Gorgas によってカへの対策が開始されると、この問題は劇的に減少した。

### 抗マラリア剤

#### クロロキン

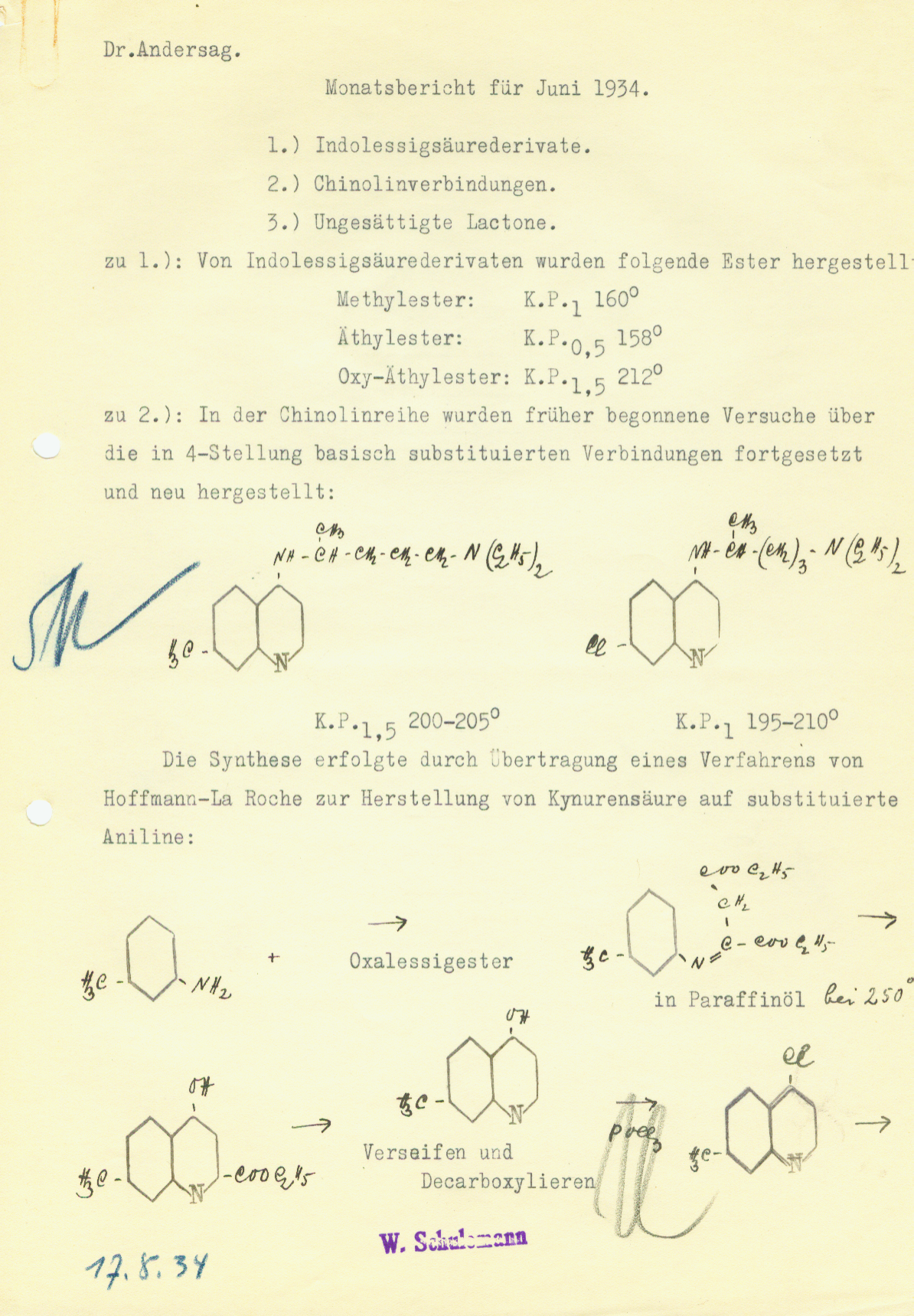
Resochinの合成のプロトコル、Hans Andersag、1934年。

Johann "Hans" Andersag と彼の同僚は12,000程度の化合物を合成して試験し、1930年代にキニーネの代替として Resochin® を生み出した。 それは、キノリン骨格を持ちジアルキルアミノアルキルアミノ基の側鎖を持つ点でキニーネと化学的に関連している。Resochin (7-クロロ-4-[[4-(ジエチルアミノ)-1-メチルブチル]アミノ]キノリン) と類似化合物 Sontochin (3-メチル-Resochin) は1934年に合成された。1946年3月に、その薬剤はクロロキンと正式に命名された。クロロキンは、生体内結晶化によるヘモゾイン産生の阻害剤である。キニーネとクロロキンは、寄生虫がヘモグロビン分解の副産物としてヘマチン色素 (ヘモゾイン) を形成するステージにあるときのみ影響を与える。クロロキン耐性の P. falciparum はわずか19年後に出現した。最初の抵抗性の系統は、1950年代にカンボジア-タイ国境地帯とコロンビアで発見された。1989年には、パプアニューギニアで P. vivax のクロロキン耐性が報告された。これらの抵抗性系統は迅速に拡散し、1990年代を通じて、特にアフリカにおいて死亡率の大幅な増大をもたらした。

#### アルテミシニン
1960年代と1970年代に数百人の科学者からなる中国の研究チームによって、伝統的な中国医学の薬草の体系的なスクリーニングが行われた。青蒿素 (後にアルテミシニンと命名される) が、クソニンジン Artemisia annua の乾燥した葉から中性条件 (pH 7.0) 下で低温抽出された。
アルテミシニンは、薬学者屠呦呦（2015年ノーベル生理学・医学賞）によって単離された。屠は、クロロキン耐性のマラリアの治療法の発見のために中国政府に任命されたチームを率いた。彼らの業績は Project 523 (発表された日付1967年5月23日にちなむ) として知られる。1971年までに、チームは中国の薬草の2000以上の調製法を調査し、200の薬草から380の抽出物を作製した。青蒿の抽出物には効果がみられたが、その差は大きかった。屠は文献を再調査し、その中には中国の医師葛洪によって340年に著された『肘後備急方』も含まれていた。この本には薬草についての有用な言及だけが含まれていた。「ひとつかみの青蒿を2リットルの水に浸し、汁を絞り出して飲み干す。」屠のチームはこれに従って、動物の寄生虫血症に対して100%効果のある、無害で中性の抽出物を単離した。アルテミシニンの治験に初めて成功したのは1979年であった。

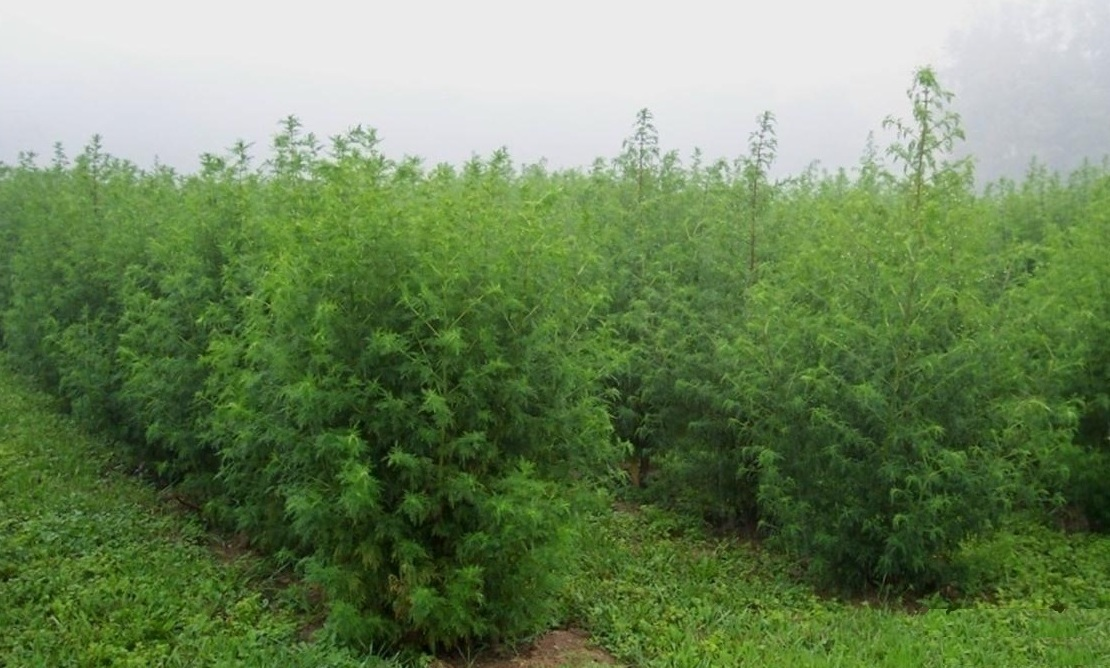
ウェストバージニアの農地でアルテミシニンの生産のために栽培されているクソニンジン、2005年。

アルテミシニンは、ペルオキシ基を含むセスキテルペンラクトンで、ペルオキシ基が抗マラリア活性には必須であると考えられている。その誘導体である artesunate とアルテムエーテルは1987年から臨床で、薬剤耐性と薬剤感受性のマラリア、特に脳マラリアの治療に用いられている。これらの薬剤は、速効性、高い効能、良い耐性で特徴づけられ、無性生殖型の P. berghei と P. cynomolgi を殺し、伝染を防ぐ活性がある。1985年、Zhou Yiqing と彼のチームはアルテムエーテルとルメファントリンを1つの錠剤にし、それは1992年に中国で薬剤として登録された。後にこれは Coartem として知られるようになる。アルテミシニン併用療法 (artemisinin combination treatments, ACT) は現在では合併症のない熱帯熱マラリアの治療に広く用いられているが、最もマラリアが流行している国家ではいまだACTの利用は限られており、必要とする患者のうちのごくわずかしかそれを受けることができていない。
2008年に White は、農業生産工程の改善、高収量の交配種の選別、微生物による生産、そしてペルオキシド合成の発展によって、価格は低下するだろうと予想している。

### 殺虫剤
マラリアの拡大を防ぐ取り組みは1930年に大きな挫折を経験した。昆虫学者 Raymond Corbett Shannon は疾病を引き起こすハマダラカの1種 Anopheles gambiae がブラジルに移入されて生息しているのを発見した（後のDNA解析によって実際の種は A. arabiensis であると判明した）。この種は特に効率的なマラリアの媒介者で、もともとアフリカに生息している。1938年、この媒介者の移入は新世界でそれまでで最大級のマラリアの流行を引き起こした。しかしながら、ブラジル北東部つまり新世界からの A. gambiae の撲滅は、繁殖地にヒ素化合物である花緑青を、成虫の休息地に除虫菊剤を噴霧するという体系的な処置によって1940年に達成された。

#### DDT
オーストリアの化学者オトマール・ツァイドラーは、1874年に初めて DDT (DichloroDiphenylTrichloroethane) を合成した。DDTの殺虫作用は1939年、ガイギー (現: ノバルティス) の化学者パウル・ヘルマン・ミュラーによって明らかにされた。DDTがいくつかの節足動物に対する接触毒であることの発見により、彼は1948年にノーベル生理学・医学賞を受賞した。1942年の秋に、その化学物質の試料がアメリカ合衆国、イギリス、そしてドイツで得られた。実験室での試験によって、多くの昆虫に対して極めて効果的であることが明らかにされた。
ロックフェラー財団によるメキシコでの調査によって、DDTを家や他の建物の内壁や天井に噴霧すると6-8週間はその効果が持続することが示された。DDTをすべての住居や納屋の内壁に残留噴霧する実地調査は、1944年の春にイタリア中部で行われた。その目的は、他の防除措置を行わなかった場合の残留噴霧のハマダラカの密度への影響を調べることであった。噴霧はカステル・ヴォルトゥルノに始まり、数ヶ月後にテヴェレ川のデルタ地帯で行われた。その結果、前代未聞の効果が確認された。この新しい殺虫剤はカを撲滅しマラリアを根絶したのだった。第二次世界大戦末期には、DDT噴霧に基づいた大規模なマラリア防除プログラムがイタリアで行われた。地中海で2番目に大きな島であるサルデーニャ島では、1946年から51年にかけてロックフェラー財団がマラリア流行媒介者の「種撲滅」戦略の妥当性を試す大規模な実験の指揮を執った。アメリカ合衆国では、National Malaria Eradication Program (1947–52) に基づくDDTの使用によって、マラリアは効率的に除去された。マラリア根絶のコンセプトは1955年の第8回世界保健総会で浸透し、DDTはマラリアと闘うための第一手段として採用された。
1953年、世界保健機関 (WHO) はアフリカの熱帯地域でのマラリア根絶の妥当性について決定するためのパイロットプログラムとして、リベリアの一部で対マラリアプログラムを開始した。しかしながら、これらのプロジェクトは1960年代半ばまでに、アフリカ熱帯地域でのマラリア根絶の取り組みからの撤退の予兆となる困難に直面した。
アメリカの生物学者レイチェル・カーソンによって1962年に書かれた『沈黙の春』に始まる論争の結果、DDTはアメリカで1972年に禁止され、西側諸国での環境運動が開始された。この本は無分別なDDT噴霧による環境への負荷について列挙し、DDTや他の農薬ががんを引き起こすこと、農業での使用は野生生物の脅威となることを示唆した。一方でアメリカ合衆国国際開発庁はDDTの室内噴霧をマラリア防除プログラムの必須の要素として支持し、熱帯諸国でのDDTや他の殺虫剤の噴霧のプログラムを開始している。

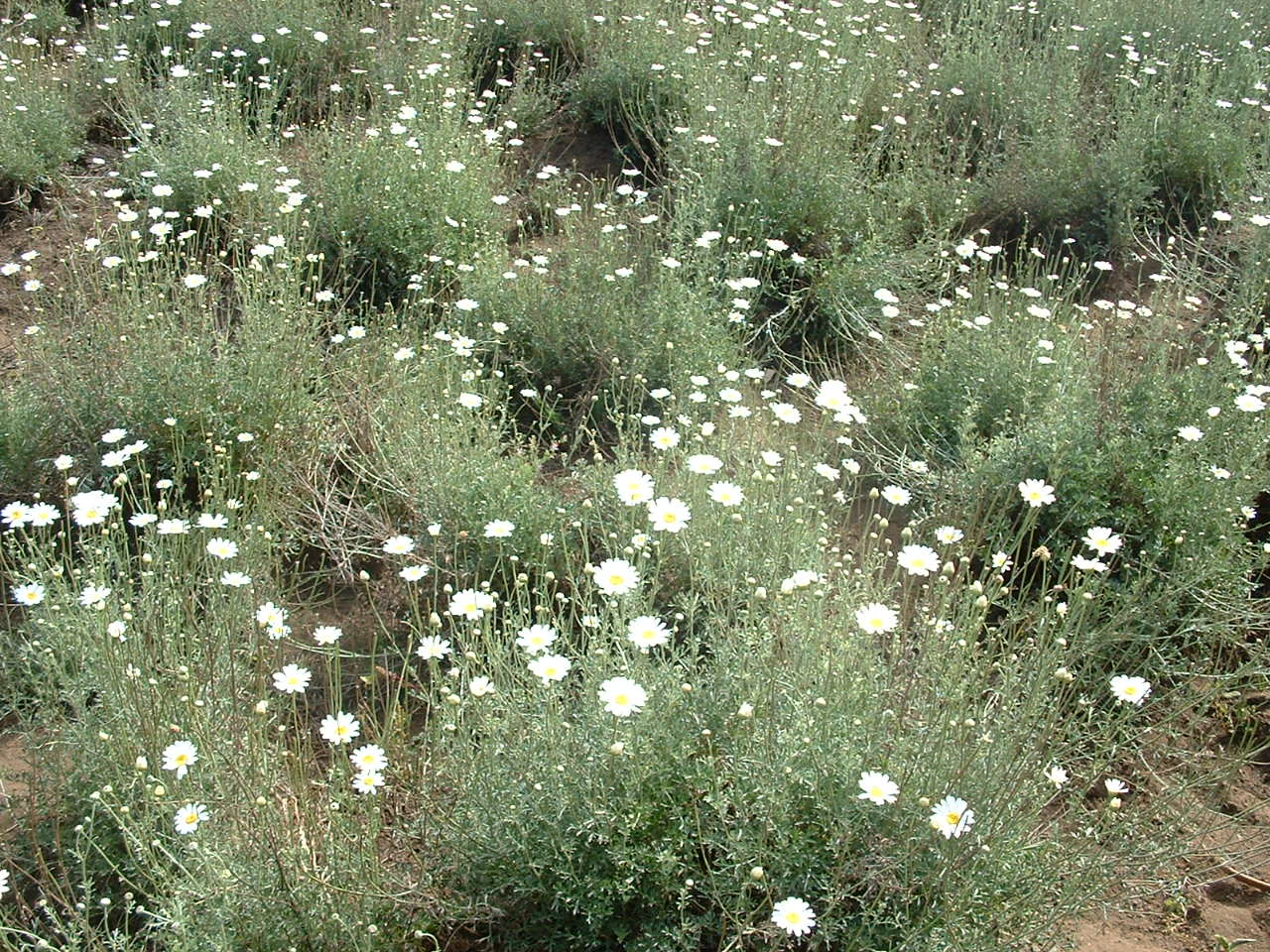
除虫菊の畑 (シロバナムシヨケギク Tanacetum cinerariifolium)、Lari Hills、ナイロビ、ケニア、2010年。

#### 除虫菊剤
繁殖地となっている湿地の排水やより良い衛生設備の提供といった物理的な手法に加え、他の殺虫剤もカの防除のために利用することができる。シロバナムシヨケギク Tanacetum cinerariifolium の花から採れる除虫菊剤は、経済的に重要な天然の殺虫剤である。ピレトリンはすべての昆虫の神経系を攻撃する。数分後には昆虫は動くことも飛ぶこともできず、雌のカは刺すことができなくなる。除虫菊剤の殺虫剤としての利用は紀元前400年にまで遡る。ピレトリンは生分解性で、露光によっても速やかに分解される。ピレトリンおよびシロバナムシヨケギクの世界の主要な供給国はケニアである。その植物はケニアと東アフリカの高地に1920年代の末に持ち込まれた。その花は開花後すぐに収穫され、乾燥もしくは粉末化の後、溶媒抽出される。

### 研究

#### 鳥類、マウス、サルのモデル
1950年代まで、抗マラリア剤のスクリーニングは鳥マラリアで行われていた。鳥マラリアを引き起こす種はヒトに感染する種とは異なる。1948年にベルギー領コンゴで野生の齧歯類から見つかったネズミマラリア原虫 Plasmodium bergheiや、実験室のラットに感染することができる他の種によって薬剤開発は変化した。これらの寄生虫の短い肝臓段階や生活環は動物モデルとして有用であり、現在でも利用されている。アカゲザルに感染するPlasmodium cynomolgi は1960年代に P. vivax に対する薬剤の活性試験のために用いられていた。
動物に依存しないシステムによる原虫の肝臓ステージの生育は、1980年代にヒト胚の肺細胞の細胞株 wI38 での前赤内期 (pre-erythrocytic) の P. berghei の生育によって達成された。それに続いてヒトの肝がんの細胞株 HepG2 でも生育が行われた。P. falciparum と P. vivax の双方がヒトの肝細胞で生育し、P. ovale についても部分的な成長が達成されている。P. malariae はチンパンジーとヨザルの肝細胞で生育が行われた。
1976年に William Trager と James B. Jensen によって初めて連続的なマラリアの培養法が確立され、寄生虫の分子生物学的な研究や新規薬剤の開発が促進された。培養液の容積を増やすことにより、P. falciparum のより高い寄生レベル (10%以上) で生育が達成された。

#### 診断
抗原抗体反応に基づいたマラリアの迅速診断検査 (malaria rapid diagnostic tests, RDT) が1980年代には登場した。21世紀では、ギムザ染色による顕微鏡検査とRDTが好んで用いられている。マラリアのRDTは特別な装置を必要とせず、顕微鏡設備がない地域での正確なマラリア診断が拡大する可能性がある。

### 人獣共通のマラリア原虫
Plasmodium knowlesi はアジアのマカクに感染し、実験的にヒトへの感染能力があることが1930年代から知られていた。 1965年に、マレー半島の Pahang Jungle から帰還したアメリカ軍の兵士への自然感染が報告された。